# Hongan-ji Nagoya Betsuin

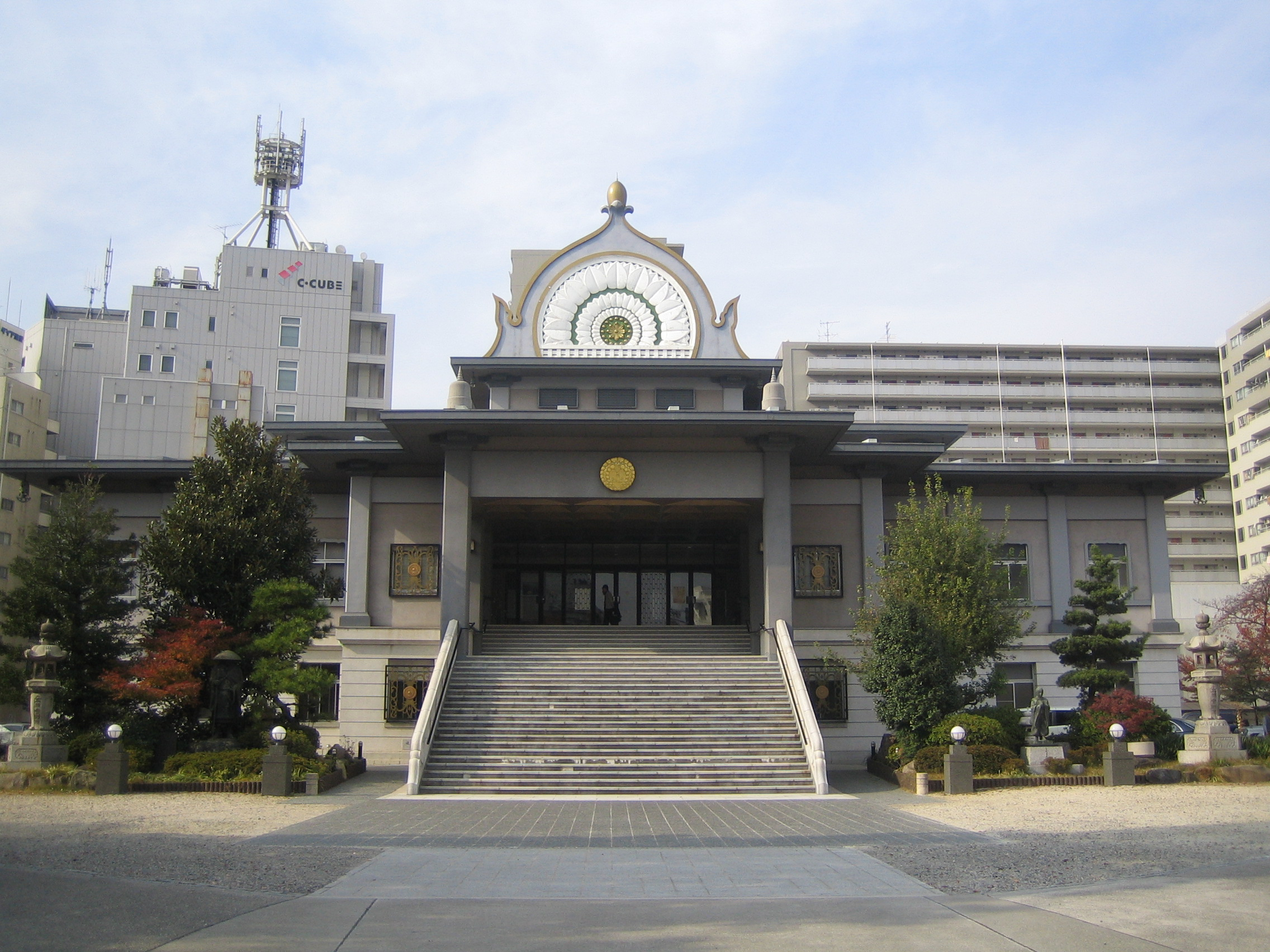
Bâtiment principal du Hongan-ji Betsuin à Nagoya

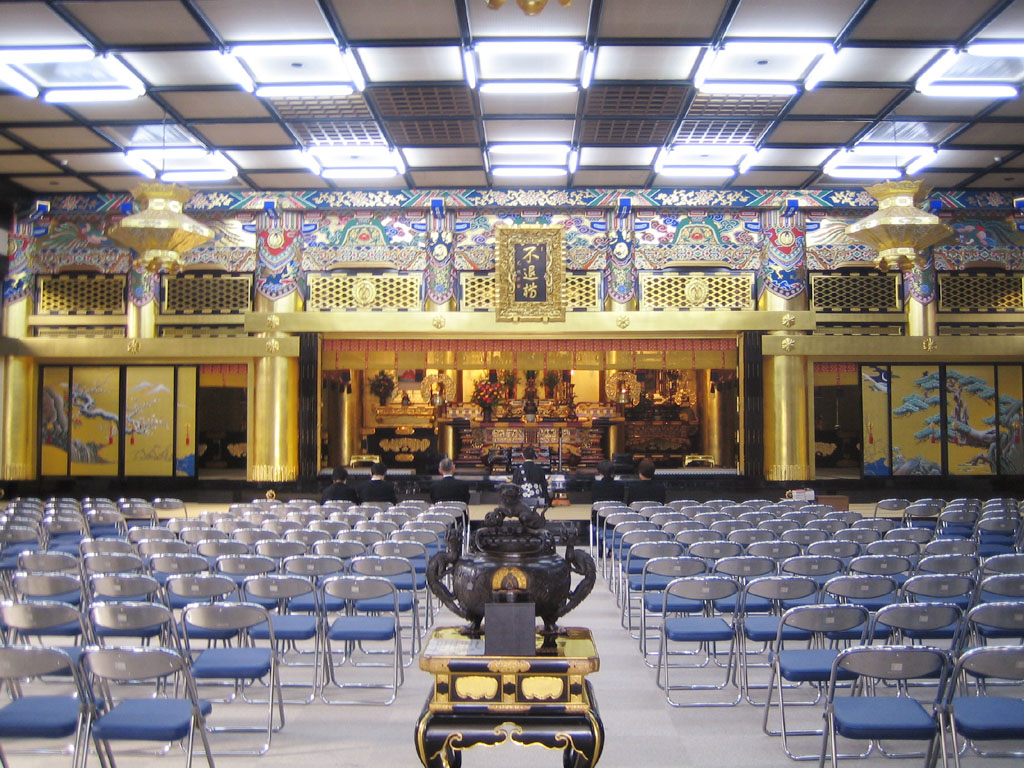
Intérieur de la principale salle de prière au premier étage

Le Hongan-ji Betsuin (本願寺派名古屋別院) est un temple de l'école Jōdo Shinshū situé dans l'arrondissement de Naka à Nagoya au centre du Japon.

## Histoires

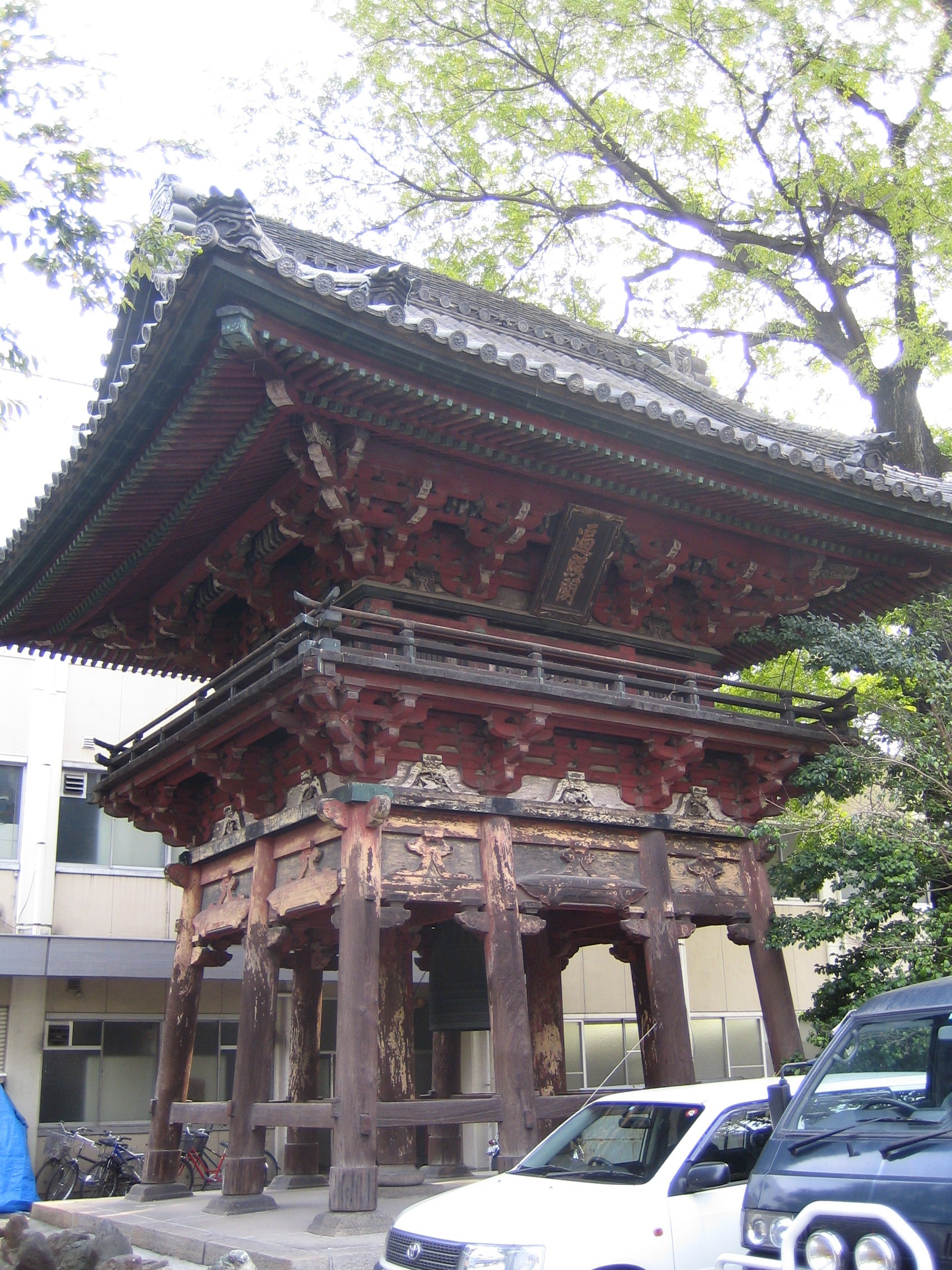
Shōrō (beffroi) en bois

Le Hongan-ji Betsuin est administré par la secte Ikko du Jōdo Shinshū. Le temple est aussi appelé Nishi-Hongan-ji (西別院) par opposition au Higashi Hongan-ji (東本願寺名古屋別院). Sa construction remonte à environ 1500 quand Renjun, 13e enfant de l'abbé chef Rennyo, bâtit Gansyo-ji dans le sugie d'Ise. Il connaît plus tard une période difficile et est rénové. Durant l'époque d'Edo, il est déplacé sur son site actuel lors de la construction du château de Nagoya. 
Il est patronné par Baishō-in, l'une des principales concubines du Shogun. 
C'est dans une cour avoisinant le bâtiment que Hokusai peint en 1817 le Grand Daruma, portait géant de Bodhidharma.
Le bâtiment en bois et les œuvres d'art sont en grande partie détruits pendant les bombardements de Nagoya de mai 1945. Il est reconstruit dans un style pseudo-indien antique. Seul le clocher en bois (shōrō) a survécu à la guerre et demeure intact.
Dans l'enceinte du temple se trouve une statue du fondateur Shinran.
Le Betsuin Hongan-ji abrite les cendres des défunts, conservées dans leurs urnes dans des casiers métalliques au rez-de-chaussée du temple. À la demande des familles, les moines organisent des services de prière moyennant une redevance.

## Référence
- (en) Cet article est partiellement ou en totalité issu de l’article de Wikipédia en anglais intitulé « Hongan-ji Nagoya Betsuin » (voir la liste des auteurs).